# Vaishali (distrikt)
Vaishāli är ett distrikt i Indien.   Det ligger i delstaten Bihar, i den nordöstra delen av landet, 900 km öster om huvudstaden New Delhi. Antalet invånare är 3 495 021.
Följande samhällen finns i Vaishāli:
- Hājīpur
- Lālganj